# Русский язык в Китае

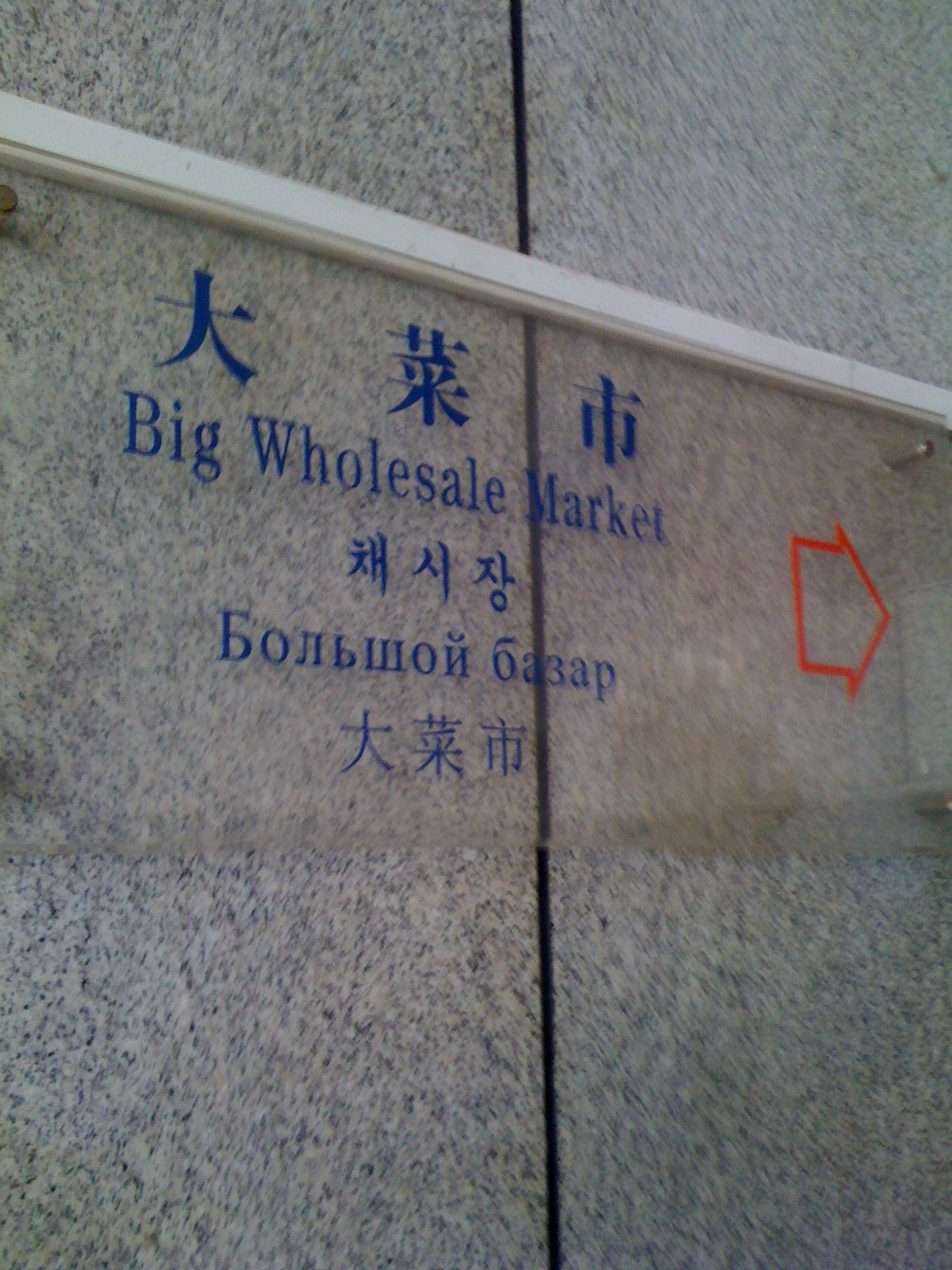
Указатель на нескольких языках в городе Далянь. Сверху вниз: на китайском, английском, корейском, русском и японском

Русский язык в Китае стали преподавать более 300 лет назад, в правление династии Цин. С тех пор его популярность переживала немало взлётов и падений. Золотым веком русского языка в Поднебесной можно считать годы советско-китайской дружбы, когда он занимал ведущее положение среди всех иностранных. С началом экономических реформ 1970-х годов позиции самого изучаемого иностранного языка занял английский. Однако по мере роста российско-китайского экономического, военного и политического сотрудничества русский становится одним из самых перспективных в КНР. Согласно опросу, проведённому в 2013 году среди китайских студентов в северных районах Китая (Маньчжурия, Цицикар, Яньтай, Тяньцзинь и Хайлар), 74 % из них хотят выучить русский язык.

## Школа русского языка (1708—1862)

### Основание
Первые дипломатические отношения Русского царства со Срединной империей датируются 1618 годом — именно тогда первая группа российских землепроходцев посетила Пекин, столицу династии Мин. Двусторонним связям отнюдь не помешал приход в 1644 году к власти в Поднебесной новой династии Цин. Однако переговоры велись либо на монгольском (эта традиция берёт истоки со времён господства империи Юань), либо на латыни (носителями этого языка были служившие при дворе миссионеры из ордена иезуитов). По мере развития отношений возникла необходимость в подготовке специалистов, владеющих русским наречием.
Отправной точкой изучения русского языка в Цинской империи стал 1708 год, когда император Канси распорядился создать специальное заведение для подготовки дипломатических представителей. Носило оно название «Школа русского языка при Дворцовой канцелярии» (кит. трад. 內閣俄羅斯文官, упр. 内阁俄罗斯文官, палл. Нэйгэ Элосы вэнь гуань).

### Аттестация
Курс обучения был рассчитан на пять лет, и по его результатам студенты должны были в письменном виде выполнить перевод текста с маньчжурского языка на русский и наоборот. Первые экзамены в учебном заведении прошли в 1711 году: способность к занятиям продемонстрировали 30 учеников из 68. Во время экзаменов второго поколения студентов в 1725 году аттестованы были лишь 24 человека. Тем не менее именно такое количество учащихся было принято как оптимальное для дальнейшей подготовки. По результатам экзаменов присваивался восьмой (на отлично — первый разряд) или девятый (удовлетворительно — второй разряд) чиновничий ранг. В случае неудачи на экзамене была возможность пройти пересдачу. Ученики, провалившие аттестацию (третий разряд), оставались для повторного обучения.
Проверка знаний осуществлялась также и за более короткие периоды: месяц, квартал, год.

### Учителя и процесс обучения
Костяк преподавательских кадров составляли деятели Русской духовной миссии, албазинцы и перебежчики из Российской империи. Однако по мере охлаждения отношений между двумя империями число русских учителей становилось всё меньше. В результате в 1757 году преподавателями стали нанимать самих же выпускников школы.
В 1725 году представитель православной духовной миссии Лука Воейков предложил использовать в обучении «Грамматику» Максима Смотрицкого. Однако попытка потерпела сокрушительную неудачу: китайские студенты никак не могли понять содержание фолианта. Поэтому к 1746 году «Грамматика» была переведена на манчжурский язык: первые девять глав выполнил Илларион Россохин, оставшиеся — Алексей Леонтьев.

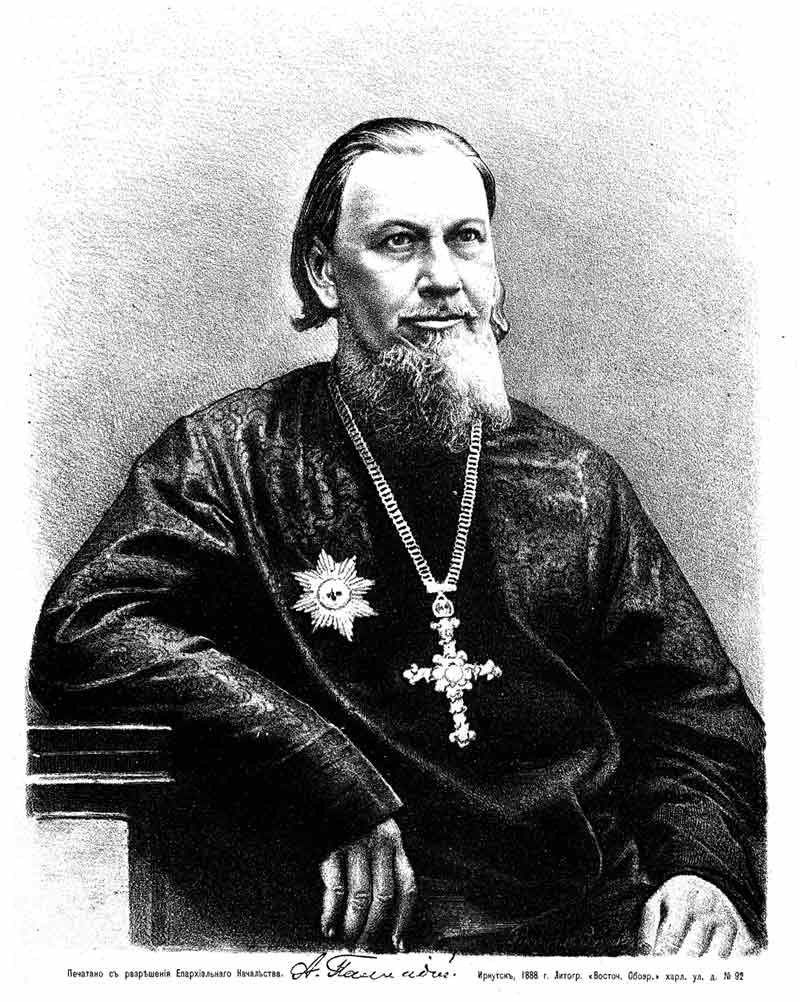
Архимандрит Палладий

В 1735 году четверо китайских юношей были отправлены на стажировку в Российскую империю на три года. Никаких сведений об успехе данного предприятия история не имеет.
В 1798 году было издано первое местное учебное пособие для изучения русского языка.
Одним из самых ярких преподавателей в Школе русского языка был Пётр Кафаров, известный как архимандрит Палладий. Во время обучения в Петербургской духовной академии он проникся познаниями китаеведа Никиты Бичурина. В 1839 году Кафаров стал монахом и изъявил желание отправиться в составе Русской духовной миссии в Поднебесную. Святейший синод одобрил его просьбу, и Пётр Кафаров отправился на Восток под началом Петра Тугаринова (архимандрита Поликарпа).
За 30 лет пребывания в Китае Палладий стал известен своими научными работами по истории, религии и культуре этой страны. Его перу принадлежат переводы классических произведений китайской литературы. Именно он составил правила транскрипции китайских слов кириллицей, которые официально действуют до сих пор. Кроме того, он известен также как археолог и этнограф. В 1870 году он отправился в годовое путешествие в Уссурийский край. Плоды своих изысканий он опубликовал в вестниках Русского географического общества. Последний труд его жизни — русско-китайский словарь, который он закончить не успел. Уже после его смерти в 1889 году его издал в Пекине Павел Попов, который и завершил фундаментальную работу.

### Закрытие
Обучение в школе было некачественным. Так, в 1805 году четыре лучших её ученика при встрече с русскими послами не смогли в их речи ничего разобрать. В результате переводчики были сосланы. Был поднят вопрос о том, чтобы снова начать практику стажировок, но дело быстро зашло в тупик.
Среди причин провала обучения — сложности с привлечением квалифицированных кадров, недостаток учебных пособий и общее отставание китайской научной мысли от европейской. Даже сама система взаимоотношений «Поднебесная — варвары» была контрпродуктивной: высокомерные китайские императоры признавали любой иноземный народ в качестве своих вассалов и не были заинтересованы в детальном изучении чужих культур.
Однако, несмотря на трудности в обучении сложному славянскому языку, за 154 года своей деятельности школа подготовила целую плеяду выдающихся китайских русистов, среди которых Юань Чэннин, Мача, Фулахэ, Шу Мин, Умитао и Го Шичунь.
В 1862 году Школа русского языка при Дворцовой канцелярии фактически прекратила своё существование. Её преподавательский состав и ученики были включены в состав нового пекинского Училища иностранных языков (Тунвэньгуань). Помимо русского, в новообразованном учреждении стали преподавать английский и французский. Занятия на русскоязычном отделении, ядро которого составили специалисты основанной в 1708 году Школы при Дворцовой канцелярии, начались в 1863 году. В первые годы заведение подготавливало около 20 дипломированных дипломатов-переводчиков.

## Советский период

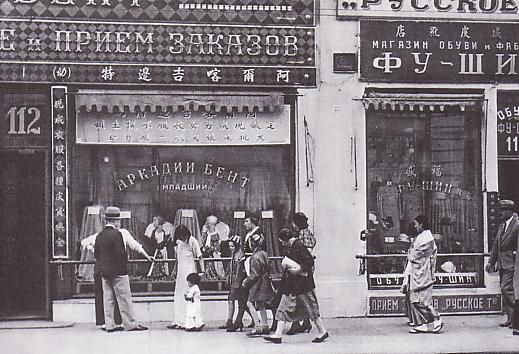
Улица в Харбине, около 1945 года

В 1920 году китайские студенты впервые стали отправляться на дальнейшее обучение в столицу России.
После основания Китайской Народной Республики интерес к русскому языку возрос многократно. Благодаря усилиям Мао Цзэдуна, его стали изучать всей страной, он появился в качестве обязательной дисциплины как в учреждениях средней, так и высшей школы. Локомотивом русистики в эти годы стало основанное в 1949 году Общество китайско-советской дружбы, которое имело около 2 тысяч региональных отделений, а его численность на 1955 год превышала 68 миллионов человек. Пекинское отделение общества выпускало тематические обучающие радиопрограммы, аудитория которых достигала 8 тысяч слушателей.
В 1949 году в столице был заложен Университет русского языка, который в наши дни известен как Пекинский университет иностранных языков. По состоянию на 1950 год, в китайских вузах действовало 19 отделений русского языка. Абсолютное большинство всех студентов, учившихся за границей, были в СССР (86 % на 1956 год).
Ведущим русистом середины XX века считается Лю Цзэжун, который прошёл обучение в Санкт-Петербурге. Помимо него, известность получили выдающиеся переводчики Цюй Цюбо, Ба Цзинь, Мао Дунь и Лу Синь. Первым русскоязычным писателем, произведения которого были переведены на китайский, стал известный баснописец Иван Крылов. Первой отдельно изданной книгой стала «Капитанская дочка» (1903). За годы советско-китайской дружбы были переведены практически все значительные произведения русской литературы.
Однако в 1966 году произошла «культурная революция», и вся иноземная литература, включая советскую, оказалась под строжайшим запретом. Изучение иностранных языков также подвергалось жесточайшей критике. Лишь в 1978 году, когда была объявлена политика реформ и открытости, культурный обмен возобновился с новой силой. В 1980-х годах возобновился студенческий обмен, но русский стал уступать роль ведущего иностранного языка.

## Современное положение
В 1992 году было подписано соглашение о культурном сотрудничестве, которое включало обоюдные обязательства стран по распространению языков друг друга. Расширению гуманитарного взаимодействия способствовали и ряд других договоров: «О добрососедстве, дружбе и сотрудничестве» от 2001 года и «Об изучении русского языка в Китайской Народной Республике и китайского языка в Российской Федерации» от 2005 года. В 2014 году государства договорились далее расширять культурный диалог.

### Образование
Опрос «С какой целью вы бы хотели изучить
 русский язык?» (2013 год)
 Для бизнеса и работы (23 %) Для общения с русскими друзьями (29 %) Для учёбы в России (29 %) Для изучения культуры народа (19 %)
В 2014 году в Китае работали 65 вузов, подготавливающих ежегодно около 7000 специалистов, владеющих русским. Дополнительно в 300 университетах для 30 тысяч учащихся русский преподают как иностранный. Около 15 тысяч изучающих русский язык продолжали развивать лингвистические познания на территории России. Основным стимулом к обучению служит сотрудничество между странами в научно-технической и экономической областях. К 2021-2022 годам как минимум в 170 вузах русский язык изучался в рамках программ бакалавриата, в более 60 - по программам магистратуры по русскому языку и литературе.
Наиболее крупными исследовательскими центрами по русистике в Китае являются:
- Пекинский университет,
- Даляньский университет иностранных языков,
- Хэйлунцзянский университет,
- Шанхайский университет иностранных языков,
- Пекинский университет иностранных языков.

Русский язык является обязательным предметом приблизительно в сотне школ, расположенных преимущественно в провинциях, прилегающих к границе с Россией. Общее число учащихся достигает 83 тысяч. Кроме того, три пекинские школы получили в 2007 году грант по 88 тысяч долларов от властей КНР на изучение русского языка. Один из самых русифицированных населённых пунктов Китая — приграничный город Суйфэньхэ, в котором русский язык преподаётся практически на всех ступенях образования.
В Юго-Восточном Китае уровень русистики значительно ниже прочих районов страны. В немногочисленных университетах набор на отделения русского языка составляет, по состоянию на 2003 год, около 15—20 человек. Такой низкий спрос на специальность вполне объясним: в южных регионах найти применение своим знаниям по русскому крайне проблематично.
Абсолютное большинство изучает русский язык в учреждениях высшего образования (92 %), на школы и специализированные курсы приходится небольшое число учащихся (1 % и 6 % соответственно). Практически все студенты посещают сайты Рунета, потребляют российскую кино- и литературную продукцию.
За 2000-е годы было издано более 150 учебных пособий и словарей.

### Культурное влияние

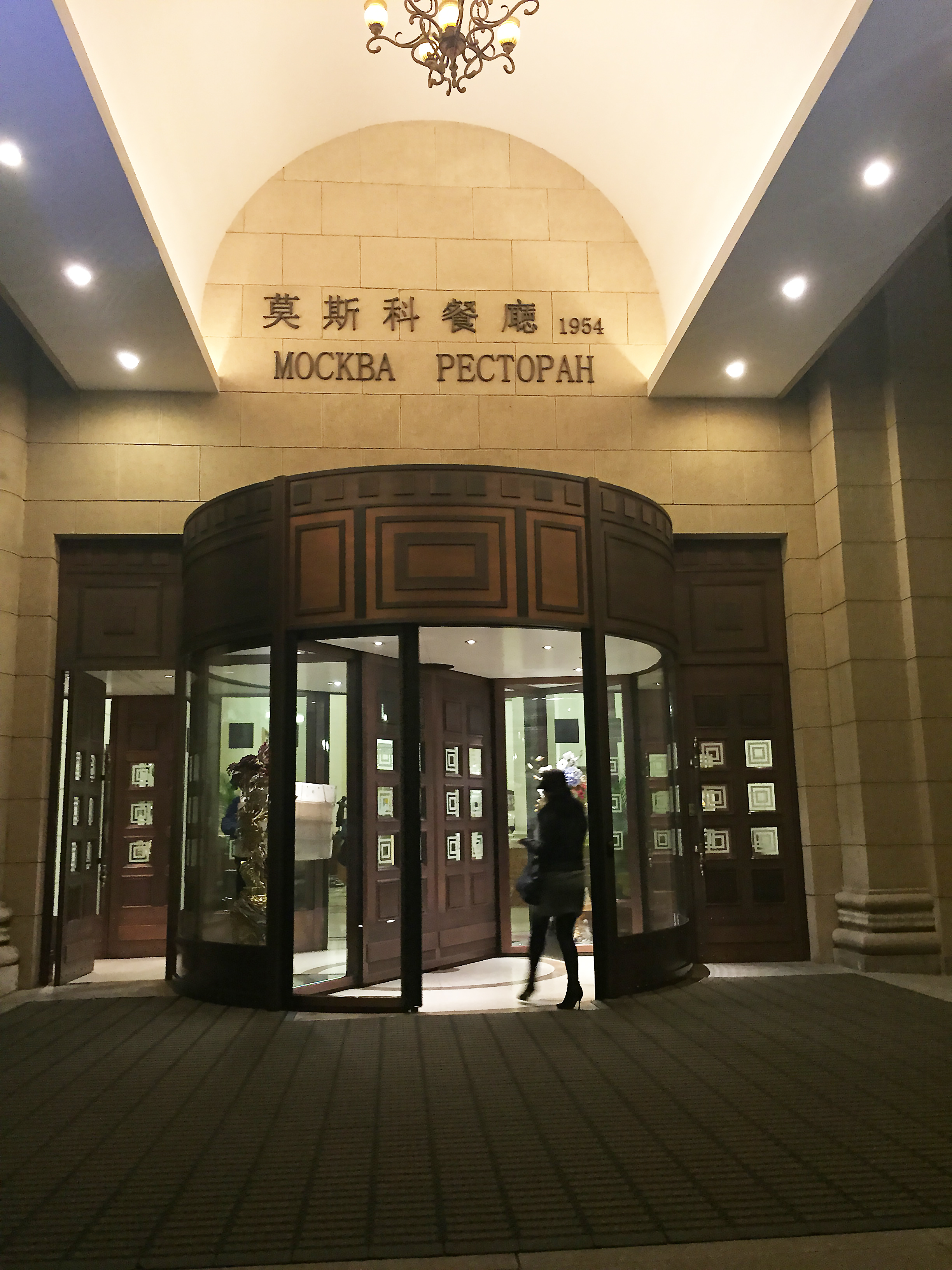
Ресторан «Москва» в Пекине

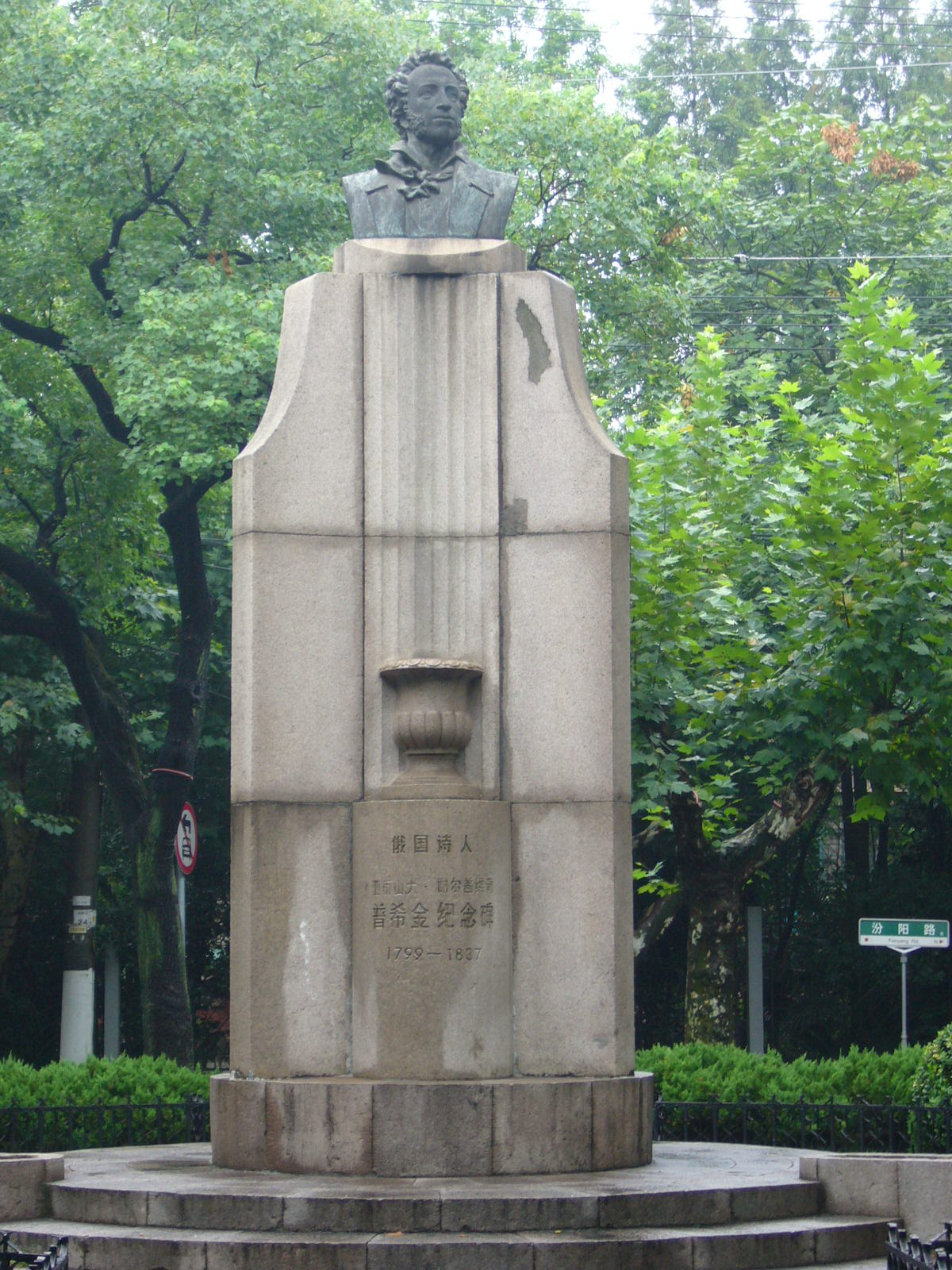
Памятник Пушкину в Шанхае

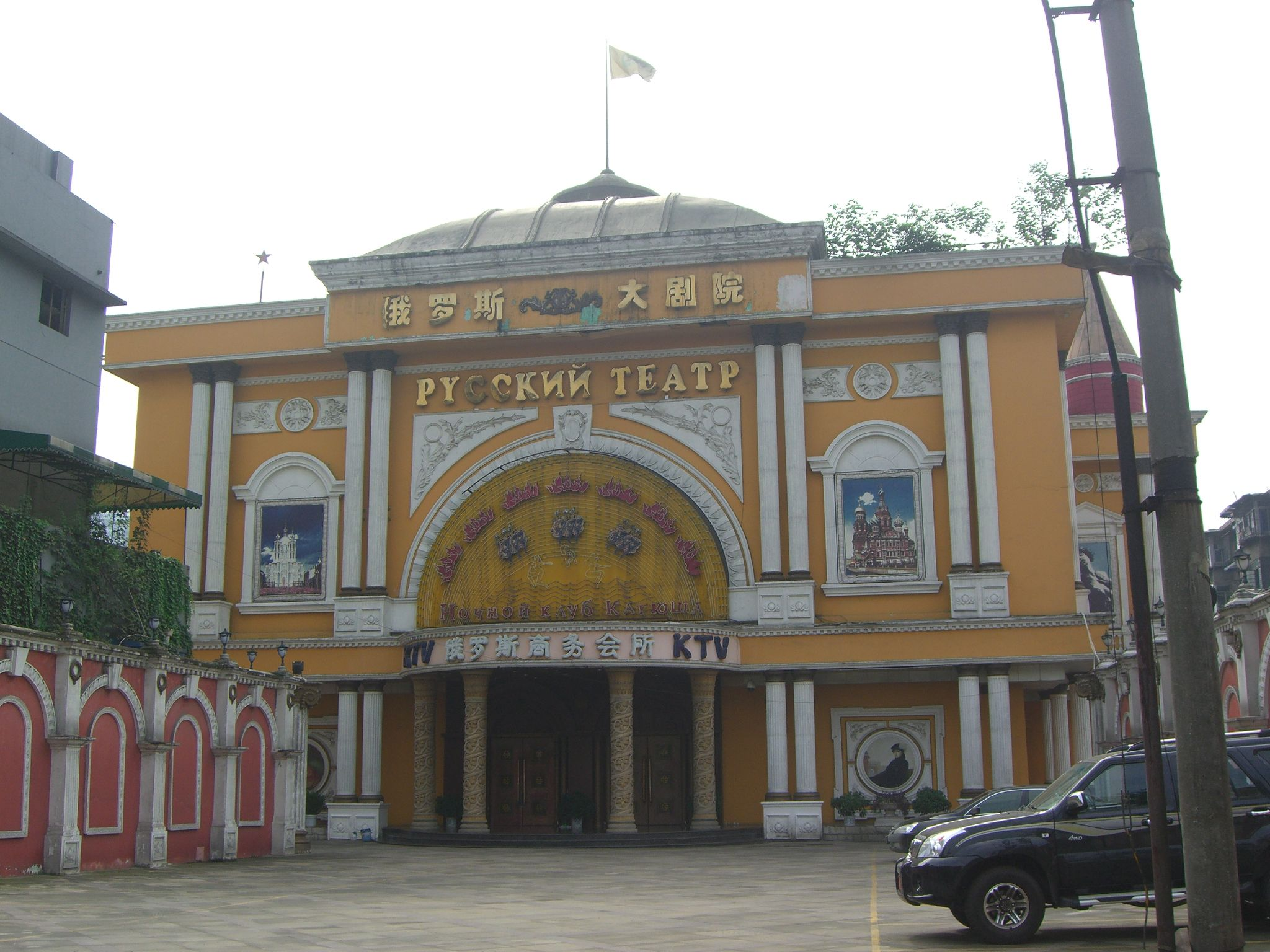
Русский театр в Чэнду

На русском языке выходит целый ряд китайских СМИ: Международное радио Китая (с 1999 года), несколько изданий печатной прессы, в том числе «Дальневосточный торгово-экономический вестник». Есть даже русскоязычный телеканал, который был основан в 2009 году. Несколько крупных интернет-порталов выпускают материалы, предназначенные для русскоязычной аудитории. Среди них «Синьхуа» и «Жэньминь жибао».
Песни на русском языке пользуются чрезвычайной популярностью в КНР. В стране действует около 40 ансамблей, постоянно проводящих фестивали. Музыка Витаса завоевала сердца миллионов китайских слушателей и немало сделала для продвижения русской культуры. Русский песенный конкурс бьёт все рекорды по рейтингу на китайском телевидении.
В стране стоит два памятника Александру Пушкину: в Шанхае и в Нинбо (в последнем городе он был открыт в 2008 году). В автономном районе Внутренняя Монголия работает с 2008 года Русский этнографический музей, где посетителям представлено несколько сотен экспонатов, среди которых национальная одежда, домашняя утварь и даже настоящие дома.
Не ослабевает интенсивность перевода русскоязычной литературы. По состоянию на 2015 год, «Воскресение» Льва Толстого насчитывало 22 различных перевода, «Евгений Онегин» — 10, «Как закалялась сталь» — 21, «Мастер и Маргарита» — 10. Последнюю книгу в 2003 году выпустили в разных версиях сразу пять издательств.
Мероприятия в области русистики координируют несколько общественных организаций — Пушкинское общество, Ассоциация изучения русской и советской литературы, Китайская ассоциация преподавателей русского языка и литературы (КАПРЯЛ).
В 2009 году проходил Год русского языка в КНР, который включал около 150 массовых мероприятий, торжеств и научных конференций, посвящённых постижению культуры соседнего государства. В рамках мероприятий в Китае были открыты 5 центров русского языка, цель которых заключается в поддержке преподавания и научных исследований. По данным МГИМО, после проведения Года русского языка доля жителей КНР, оценивающих положительно образ России, увеличилась на 1/5.
В 2010 году в Пекине было открыто одно из представительств Россотрудничества — Российский культурный центр (РКЦ, «Русский дом»). Одним из главных направлений его деятельности стала популяризация и поддержка изучения русского языка. Центр сотрудничает со всеми общественными организациями, решающими сходные задачи, а также с факультетами русского языка китайских вузов и отдельными русистами. При РКЦ действуют курсы русского языка, где занятия проводят приглашённые преподаватели из России. В 2016 году в РКЦ была проведена Первая всекитайская олимпиада школьников по русскому языку, в которой приняли участие 2000 учеников из 57 школ.
Среди прочих взаимных жестов — Год России в Китае (2006), Год российского туризма в Китае (2012) и Год китайского туризма в России (2013).
Регулярно проводится тест на проверку знания русского языка, в полном соответствии с законодательством РФ.
Несмотря на проблемы, связанные с финансовым кризисом, китайцы полагают, что русский пригодится им в дальнейшей карьере.

## Дальнейшее чтение
- Гордеева С. В. Русский язык в приграничном Китае : на материале речи русских переселенцев в Китай 20-40-х гг. XX в. и их потомков : диссертация … кандидата филологических наук : 10.02.01 / Гордеева Светлана Витальевна; [Место защиты: Нац. исслед. Том. гос. ун-т]. — Благовещенск, 2014. — 238 с.
- Куратченко М. А., Севастьянова С. К., Зимина Л. О. Обучение русскому языку как иностранному в КНР: историко-культурный и методологический аспекты // Вестник педагогических инноваций. 2022. № 2 (66). С. 37–46. DOI: 10.15293/1812-9463.2202.05
- Курто О. И. Русский мир в Китае: исторический и культурный опыт взаимодействия русских и китайцев / О. И. Курто; Российская акад. наук, Ин-т этнологии и антропологии им. Н. Н. Миклухо-Маклая. — Москва : Наука — Вост. лит., 2013. — 374 с. — ISBN 978-5-02-036533-9
- Лапин П. А. Первая школа русского языка в Китае / П. А. Лапин; Московский гос. ун-т им. М. В. Ломоносова, Ин-т стран Азии и Африки. — Москва: Восточная литература, 2009. — 125 с. — ISBN 978-5-02-036383-0
- Цзюй Дунвэй. Обучение русскому языку в Китайской Народной Республике / Цзюй Дунвэй // Традиции семейного чтения — основа литературного образования: материалы IV Байкальских Всероссийских с международным участием родительских чтений. — Иркутск: Аспринт, 2015. — С. 41.
- Чжан Синьсинь. Изучение русского языка в Китае как проблема межкультурного общения / Синьсинь Чжан, Юйсинь Чжан // Образование, наука, культура в современном мире: материалы Международной научной веб-конференции «Базовые идеи ЮНЕСКО в современном образовании, культуре и науке» (Москва, март 2013 г.) / Каф. ЮНЕСКО Российской акад. нар. хоз-ва и гос. службы при Президенте Российской Федерации, Центр упр. и гос. службы Карлтонского ун-та (Канада). — Москва : Пашков дом, 2014. — C. 176—182.